# Jean Bosco Samgba
Jean Bosco Samgba, né le 30 juin 1954 à Esselegue dans l'arrondissement de Belabo (région de l'Est) et mort le 10 décembre 2005 à Yaoundé, est un ingénieur des eaux et forêts et homme politique camerounais, plusieurs fois ministre.

## Biographie
Jean Bosco Ahanda Samgba est né le 30 juin 1954 à Esselegue, un village peuplé principalement par les Bobilis, dont il est également issu.
Il effectue sa scolarité d'abord à l'école catholique de Diang, puis au lycée de Bertoua, et va poursuivre ses études universitaires à l’École nationale supérieure agronomique de Nkolbisson (Yaoundé).
Après avoir occupé plusieurs postes dans la fonction publique, le 9 avril 1992 il est nommé, sous la présidence de Paul Biya dans le gouvernement de Simon Achidi Achu, d'abord comme ministre du Travail et de la Prévoyance sociale, puis, le 27 novembre 1992, comme ministre des Mines, de l’Eau et de l’Énergie , un portefeuille qu'il conserve jusqu'au 21 juillet 1994.
Après une interruption de ses activités liée à des problèmes de santé, il termine sa carrière comme inspecteur général au Ministère de l’Environnement et des Forêts, puis à celui des Forêts et de la Faune.
Jean-Bosco Samgba était également le prince héritier de la chefferie supérieure de Belabo.
Il meurt le 10 décembre 2005 à Yaoundé, des suites d'une longue maladie.